# Región de Savanes
Savanes era hasta 2011 una de las diecinueve regiones que componían Costa de Marfil. La capital era Korhogo. Tenía una superficie de 40.323 km², similar a la de Suiza. Su población era de (2002 estimado) 1.215.100 habitantes. 

## Departamentos
La región estaba dividida en cuatro departamentos: Boundiali, Ferkessédougou, Korhogo y Tengréla.